# Bagnes
Bagnes is een voormalige gemeente in Zwitserland. Op 1 januari 2021 fuseerde de gemeente met Vollèges tot Val de Bagnes.
De plaats ligt in Walliser Alpen. In het gebied van Bagnes zijn er hoogteverschillen. Verbier ligt op 1500 m, andere dorpen in Bagnes liggen lager in het dal onder Verbier in de Val de Bagnes. In het dal ligt de voormalige hoofdplaats Le Châble, op 850 m. Daar begint de weg omhoog naar Verbier. In het dal ligt nog een aantal kleinere dorpen.
Het Lac de Mauvoisin is een stuwmeer, dat hoger in de Val de Bagnes ligt dan de dorpen, die bij Bagnes horen. Na het meer stroomt de Dranse door de Val de Bagnes. In Sembrancher komt de Val de Bagnes in de Val d'Entremont uit.
Mensen op weg naar Verbier komen door Le Châble, daar begint de weg naar Verbier omhoog. Passagiers kunnen tot Le Châble met de trein. Station Le Châble is het eindpunt van de spoorlijn Martigny - Orsières.

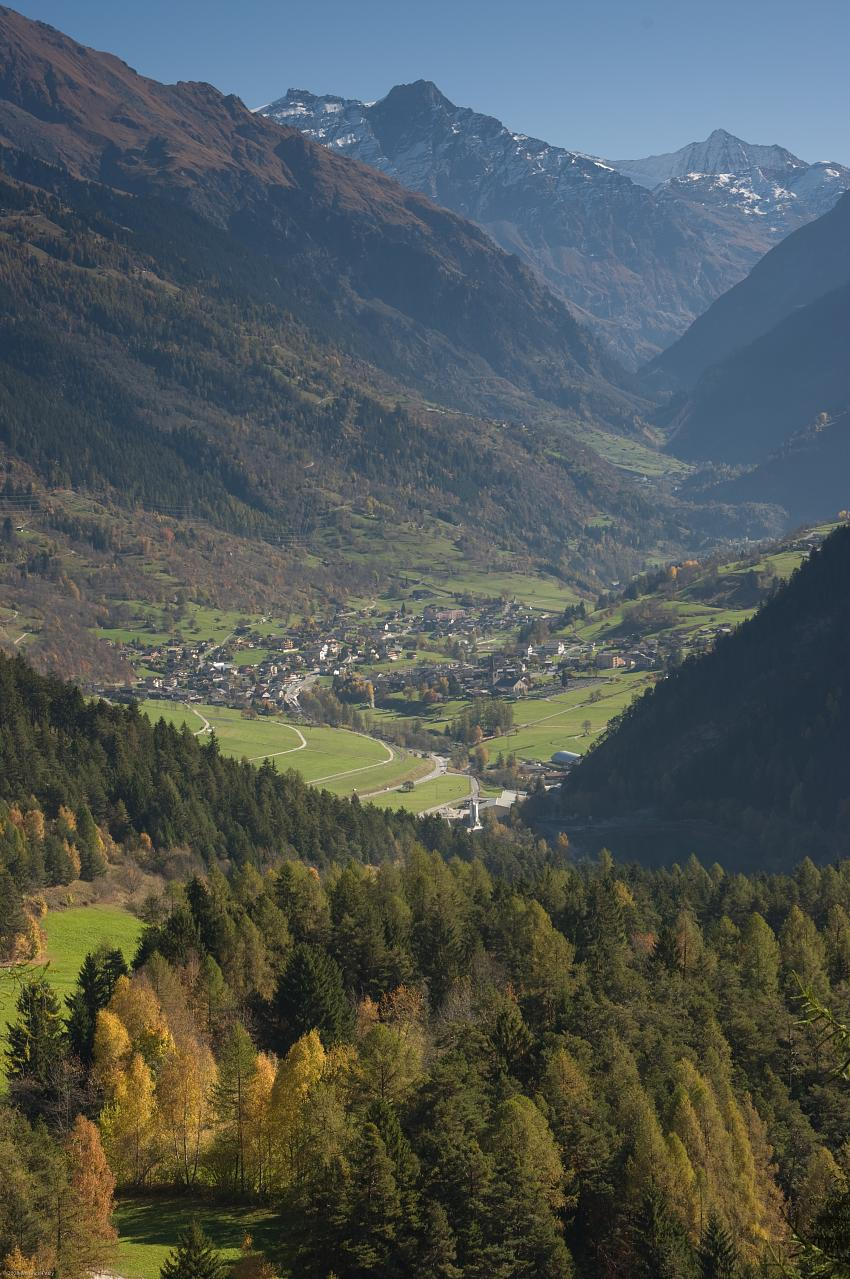
Le Chable in de Val de Bagnes

- Statistische gegevens over deze gemeente bij Bundesamt für Statistik

- Bibliothèque nationale de France: cb16133287z (data)
- Gemeinsame Normdatei: 4636766-4
- Historisch woordenboek van Zwitserland: 015036
- Library of Congress Control Number: n83208913
- Nationale Bibliotheek van Israël: 987007564684405171
- Système universitaire de documentation: 260086169
- Virtual International Authority File: 136084208